# Ágios Thomás (Chypre)
Pour les articles homonymes, voir Thomas et Saint-Thomas.
Ágios Thomás (grec moderne : Άγιος Θωμάς, « Saint-Thomas ») est un village de Chypre de plus de 50 habitants.